# Эзотерический нацизм
Эзотерический нацизм — направление неонацизма, сочетающее «арийскую» идею с эзотеризмом и адаптированными восточными религиями. Эзотерические интерпретации нацистской идеологии составляют учение ряда ультраправых новых религиозных движений.

## История
Как и в случае с ариософами в начале XX века, политическая изоляция во враждебном окружении, приверженном либерализму, привела многие неонацистские и неофашистские группы к принятию оккультных представлений о древней «арийской» мудрости. Начиная с 1970-х годов правые экстремисты начали трансформировать старую идеологию «арийского» расизма, элитаризма и силы в новые культовые формы, включающие эзотеризм и восточные религии.
В Австрии и Германии бывший эсэсовец Вильгельм Ландиг возродил ариософскую мифологию Туле, мифической земли, рассматриваемой как полярная родина древних «арийцев». Он создал идею чёрного солнца, призванного, по его мысли, заменить свастику и являвшегося мистическим источником энергии, способным возродить «арийскую расу». Ландиг популяризировал эзотерические идеи, распространённые среди донацистского движения фёлькише и в СС — Атлантида, доктрина вечного льда, доисторические наводнения и тайные расовые доктрины из Тибета. Он также обратил внимание на интерес нацистов к средневековым традициям катаров и Грааля как к альтернативной германской религии дуалистической ереси.
Один из первых американских неонацистов Джеймс Мадоле в 1952 году  основал Партию национального возрождения, первую неонацистскую организацию в США. Он отвергал христианство как выродившуюся еврейскую конструкцию. Хотя он никогда не привлекал много последователей, Мадоле стал известен как «отец послевоенного оккультного фашизма», пропитав свою идеологию смесью научной фантастики и других понятий, заимствованных из восточных традиций и теософии, мистического религиозного движения. В 1960-е — 1970-е годы партия Мадоле развивала тесные связи с ответвлением Церкви Сатаны — альянсом, который предвосхитил появление международной маргинальной сети, посвящённой скандинавским богам, чёрной магии, оккультизму и поклонению дьяволу. Следуя примеру Мадоле, который принял теософию и индуистскую кастовую иерархию, неонацистская идеология включила в себя восточные темы в мистических доктринах Савитри Деви и Мигеля Серрано.
Савитри Деви (настоящее имя — Максимиани Джулия Портас) родилась во Франции, но в течение жизни гордилась своими греческими корнями. Она совместила идеи нацизма и индуизма. Савитри считала Гитлера олицетворением Вишну и сравнивала нацизм с культом Шивы с его акцентом на разрушение и новое творение. Опираясь на индуистский цикл веков, она утверждала, что человечество живёт в кали-юге, мрачной тёмной эпохе, которой может быть положен конец только «возрождающим» насилием, войной и геноцидом. Она верила в полярную прародину, превозносила «этнические религии», главным врагом которых считала «иудеохристианство» и с презрением относилась к «неарийцам». После войны она много путешествовала по странам Западной Европы и Ближнего Востоку, вдохновляла оставшихся нацистов и способствовала формированию неонацистского движения, устанавливая связи между лидерами ультраправых. В Индии она приняла имя Савитри Деви в честь женской инкарнации солярного божества. Созданная ею панарийская доктрина предназначалась для того, чтобы охватить весь мир посредством распространения индуизма и «расового возрождения», начало которого она видела в немецком нацизме. Она утверждала, что христианство и его идеи равенства и свободы были принесены в Европу рабами и варварами. Эсэсовцев Савитри сравнивала с кшатриями, имевшими суровый военный кодекс чести. «Арийцам» она противопоставляла евреев, по её мнению, стремящихся к мировому господству и пользующихся для этого самыми коварными приёмами. Их геноцид Гитлером она считала божественной миссией. Отвергая «иудеохристианство», Савитри разделяла пантеистический монизм: единое космическое пространство природы состоящее из божественной энергии-материи.
Мигелем Серрано, отставным чилийским дипломатом и писателем с конца 1970-х годов был создан эзотерический гитлеризм, псевдонаучное неонацистское гностико-дуалистическое учение, включающее элементы восточных религий. Центральным элементом учения является идея, что Гитлер был аватаром (воплощением) индуистского бога Вишну. На Серрано оказало влияние близкое учение Савитри Деви. Индо-нордический синтез Серрано проявляется в использовании им идей полярной родины «арийцев», санскритской терминологии, йоги, рун и германской мифологии.
Согласно Серрано, полубожественные «арийцы» имеют внеземное происхождение и являются носителями божественного света; против них плетёт заговор злой Демиург, регент нашей планеты и хозяин всей низменной материи, «хозяин этого мира», который, согласно Серрано, несёт лишь разложение. Он писал, что космический Демиург (Иегова, или Яхве) поочерёдно создавал разные расы. Высшими существами он считал гиперборейцев, обладавших необычайными мудростью и могуществом. Эта высшая раса вступила в расовую войну против механического мира, созданного Демиургом. В результате войны на Северном полюсе появилась вторая Гиперборея, в которую из космоса прибыли боги, возглавляемые Вотаном с целью навести на Земле порядок. В этот золотой век гиперборейцы были учителями «низших рас» — «чёрной», «жёлтой» и «красной», стремясь вывести их из полуживотного состояния. Однако некоторые гиперборейцы забыли о «чистоте крови» и начали смешиваться с «дочерьми человеческими», что стало причиной катастрофы и потери земного рая. Произошло падение Луны на Землю, после чего чистокровные гиперборейцы отправились на Южный полюс, а другие в качестве кроманьонцев стали постепенно отступать на юг, спасаясь от ледника. Континент Гиперборея погрузился в недра полой Земли, где гиперборейцам удалось восстановить священный порядок в подземных городах Асгартхе (Асгарде) и Шамбале. Затем гиперборейцы начали борьбу с Демиургом (Яхве). На стороне Демиурга борется созданная им «антираса» (биороботы) — евреи, плетущие заговор против гиперборейцев. Евреев Серрано отождествлял с «химерой». Орудиями этого заговора стали христианство и масонство, умышленно исказившие исконные «арийские» знания. Серрано считал христианство враждебным для «арийской расы».
Другие его идеи включают гностическую войну против евреев, чёрное солнце, аватар Гитлера и нацистские НЛО в Антарктиде. Серрано утверждал, что Гитлеру удалось избежать смерти в 1945 года, поскольку он на летающей тарелке перебрался в Антарктиду, где, согласно Серрано, расположены подземные нацистские базы. Серрано считал эру Рыб неблагоприятной для «арийцев-гиперборейцев» и ожидал наступления эры Водолея, когда, согласно его учению, вернутся боги и герои, предтечей которых им назывался Гитлер как «последний аватар». Свастика рассматривается в учении Серрано как символ «утраченной расовой чистоты», символ героев, которые стоят за возвращение Гипербореи.
Дэвид Мьятт, главный представитель нацистского сатанизма в Великобритании, был сторонником человеческих жертвоприношений и восхвалял новую волну NSBM-групп. На «религию национал-социализма» Мьятта в значительной мере повлияла Савитри Деви.
Культурный пессимизм Савитри Деви и Мигеля Серрано выражает страх перед исчезновением «белых» («арийцев») в эпоху вырождения, в которой доминируют «социально и расово низшие». Принятие ими индуистской циклической хронологии позволило заимствовать идеи деградации в эпоху Кали-юги и тысячелетнего возрождения в новый «золотой век». Обращаясь к немецкоязычной аудитории, Вильгельм Ландиг развивал мифологию нео-фёлькише об «арийских» истоках в северном Туле и грядущем восстановлении и возрождении нацистской Германии. Мифы о чёрном солнце и нацистских НЛО выполняют аналогичную, хотя и региональную, функцию для немецких неонацистов, которых не устраивает поражение нацистской Германии во Второй мировой войне и преобладание либерализма на международной арене.
Ландиг и другие оккультно-фашистские идеологи распространяли истории о тайных немецких нацистских колониях под полярными ледниками, созданных после падения нацистской Германии и разработавших летающие тарелки и чудо-оружие. Обилие наблюдений НЛО, начавшееся в начале 1950-х годов, эти авторы объясняют созданием летающих тарелок укрывшимися нацистами. Падение нацистской Германии воспринимается ими как временная неудача. Утверждается, что укрывшиеся нацисты готовы избавить «арийцев» от «болезней» демократии и «иудео-христианства».

## Влияние
Истории о нацистских НЛО получили популярность среди конспирологов нью-эйдж и сторонников отрицания Холокоста. Однако эти взгляды не являются преобладающими даже в современной среде крайне правых. Савитри Деви была первым автором, трактовавшим нацизм с эзотерических позиций. Она передала неонацистам идеи оккультизма и защиты природы, включив неонацистскую идеологию в рамки нью-эйдж. Её взгляды, включая отрицание Холокоста, стали популярными в Западной Европе и США. Она стала фигурой, создавшей неонацистский культ Гитлера. Вплоть до своей смерти Серрано и его учение пользовались большим почитанием у молодых неонацистов, придерживающихся расистской идеологии превосходства «белых». Следуя примеру Джеймса Мадоле, принявшего теософию и индуистскую кастовую иерархию, неонацистская идеология включила в себя восточные темы в мистических доктринах Савитри Деви и Мигеля Серрано, которые в настоящее время являются значимыми для расистского подполья.
Другая переоценка нацизма произошла в результате эксплуатации этой темы в многочисленных работах о нацистском оккультизме, опубликованных в сенсационных изданиях в мягкой обложке в 1960-х и 1970-х годах. В этих текстах нацизм был мистифицирован и романтизирован как неогностическая религия, связанная с восточной мифологией, тайными тибетскими доктринами и демоническим вдохновением. В результате факты диктатуры, террора, войны и угнетения деисторизировались, превратившись в мифологическую картину. Популярная литература вскоре оказала влияние на реальность. Уже в начале 1970-х сатанистские группы в США обращались к нацистской тематике как символу запретной, тёмной стороны жизни. В 1990-х годах возникли уже собственно нацистские сатанинские культы, связывающими антихристианское неоязычество с трансгрессивным восхвалением Гитлера и нацистской Германии. В Америке, Европе и Австралии такие «тёмные» ложи обращаются к вульгарному ницшеанскому поклонению силе, подкреплённому антихристианскими, элитарными и социал-дарвинистскими доктринами.